# 大墩美展
大墩美展是臺灣臺中市政府文化局所主辦的年度國際藝術展，「大墩」是取自於臺中市舊稱。始於1996年，至今已進入第25屆，作品分為工藝、數位藝術、版畫、水彩、油畫、膠彩、墨彩、書法、雕塑、篆刻、攝影等11項，大墩獎獎座是由王水河設計的銅製東方裸女。

## 歷史
- 1996年，臺中市政府文化局開始舉辦第一屆「大墩美展」，徵件作品來自於臺中市。
- 1999年，第四屆開始向中華民國藝術家徵件，成為全國性的美術展。
- 2002年，第七屆更擴大規模向世界的藝術家徵件，使大墩美展成為國際性的美術展[2]。
- 2007年，更將得獎作品送往國外巡迴展出[3]。

## 評選
- 評審：分為初審和複審兩階段評審作業
- 獎項及獎勵[4]：
  - 大墩獎：由各類第一名遴選出5名，除第一名獎金新臺幣12萬元外，五位得獎者另發給典藏獎金新臺幣12萬元整（含稅）、獎座一座（王水河設計[5]）、獎狀及典藏證書各一紙。
  - 各類「第一名」：1名，獎金新臺幣12萬元整（含稅），獎狀一紙、獎牌一面。
  - 各類「第二名」：1名，獎金新臺幣8萬元整（含稅），獎狀一紙、獎牌一面。
  - 各類「第三名」：1名，獎金新臺幣5萬元整（含稅），獎狀一紙、獎牌一面。
  - 各類「優選」：1至4名（總數不逾34名），獎金新臺幣1.5萬元整（含稅），獎狀一紙。
  - 各類「入選」：若干名，獎狀一紙。
  - 以上得獎者可獲主辦單位發給當屆「大墩美展」專輯一冊。
  - 本屆各類優選以上得獎作品，得受邀於隔年安排至海外展出。

## 外部連結
- 臺中市大墩美展 （页面存档备份，存于）